# Alternative Country

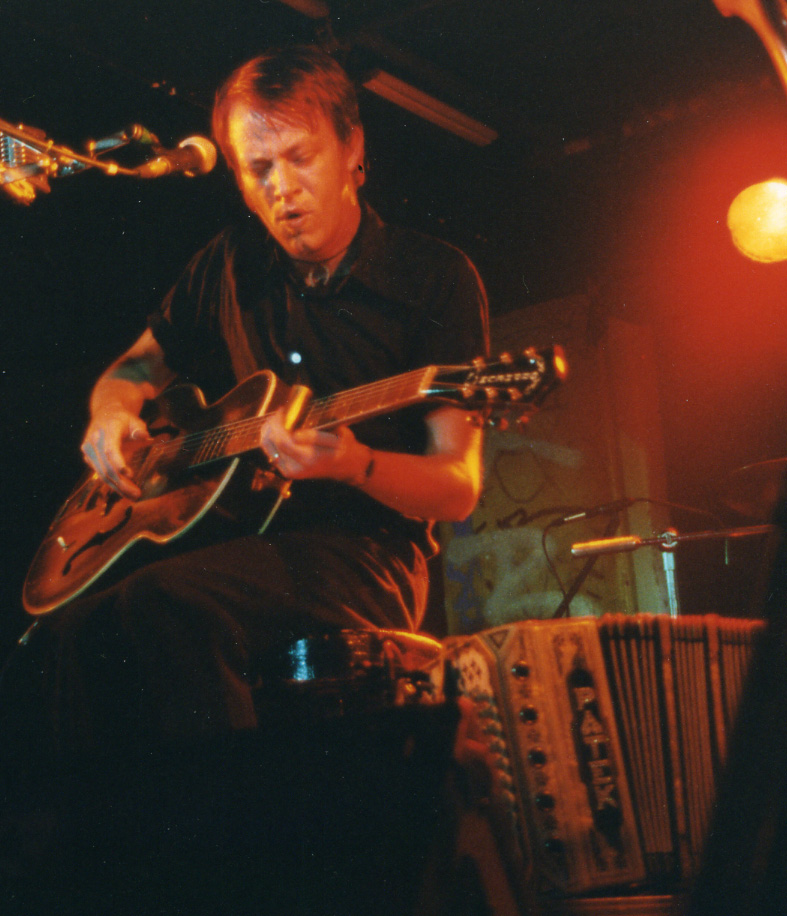
Alternative-Country-Musiker David Eugene Edwards von der Band 16 Horsepower

Alternative Country ist eine Genrebezeichnung für eine Ende der 1980er Jahre entstandene Musik, die Haltungen und Spielweisen von Punk und Independent mit einem verstärkten Interesse an folkloristischer, ursprünglicher US-amerikanischer Musik verbindet; vor allem an Country, aber auch an Blues und Folk. Interpreten wie 16 Horsepower kombinieren Alternative Country zudem mit Elementen des Neofolks.
Alternative Country unterscheidet sich vom heutigen Mainstream-Country zum einen durch ein Aufgreifen der Rauheit und Aggressivität des Punk, zum anderen durch eine Rückkehr zur ursprünglichen Schlichtheit in den Arrangements, wie sie in den frühen Country-Musik-Aufnahmen der 1920er bis 1950er Jahre etwa bei Hank Williams und bei den Country-Rock-Pionieren The Byrds, Flying Burrito Brothers oder Gram Parsons zu finden sind. In den Texten behandelt Alternative Country vor allem die düsteren Seiten des amerikanischen Traumes: Verlust, Scheitern, Abhängigkeit und Tod. Dies sind klassische Country-Themen, die aus einer postmodernen Sichtweise interpretiert werden.

## Entstehung und Entwicklung des Begriffs
Schon in den 1980er Jahren integrierten einige US-amerikanische Independent- und Post-Punk-Bands und Interpreten wie Green on Red, R.E.M., Giant Sand, Russ Tolman, Blood on the Saddle oder The Gun Club Country-Elemente in ihre Musik.
Der Begriff „Alternative Country“ entstand Anfang der 1990er Jahre, der Legende nach in Bezug auf die Band Tarnation. Ein Gründer der 1995 entstandenen Fachzeitschrift No Depression verwandte ihn als Untertitel des Magazins, mit der Ergänzung „Alternative Country…whatever that is“. Als eigentliche Geburtsstunde des Alternative Country gilt das Jahr 1990 mit dem Erscheinen der stilprägenden Platte No Depression von Uncle Tupelo und der Trinity Session der Cowboy Junkies.
Diverse Bands wurden durch diese Alben inspiriert, wie z. B. die Jayhawks, Freakwater oder Whiskeytown. Mitte der 1990er Jahre versuchten auch große Plattenfirmen wie Warner Brothers das musikalische Phänomen zu vermarkten, jedoch scheiterten die Versuche zumeist. Das Major-Label Universal richtete für das Genre das Unterlabel Lost Highway ein, auf dem einige Stars der Szene wie Ryan Adams oder Lucinda Williams vertreten sind. Die meisten Musiker des Alternative Country veröffentlichen jedoch auf kleinen Labels, die oft von Musikfans betrieben werden, wie z. B. Bloodshot in Chicago. Häufig können sie von dem aus der Musik erzielten Einkommen nicht leben, legen jedoch mehr Wert auf künstlerische Eigenständigkeit als auf kommerziellen Erfolg.
Erfolg ist vielen der Bands in Europa (Großbritannien, Benelux, Deutschland) beschieden, was zum Teil an engagierten Labels wie Glitterhouse bzw. Blue Rose liegt. Das neue Interesse an der Country-Musik jenseits der marktbeherrschenden Top-40-Country-Radiosender hatte auch zur Folge, dass Bands wie Giant Sand oder vor allem die lange Zeit kommerziell völlig erfolglose Lucinda Williams, die schon in den 1980er Jahren vergleichbare Musik gespielt hatten, zu Ruhm kamen. 
Auch Altstars des Genres, die seit langem nicht mehr im Radio gespielt worden waren, konnten von dem Boom profitieren, so beispielsweise Johnny Cash, dessen Karriere Anfang der 1990er Jahre beendet schien. 1994 wurde das erste Album seiner Reihe American Recordings veröffentlicht, die vom Heavy-Metal- und Hip-Hop-Produzenten Rick Rubin produziert wurde: Rubin schlug Cash aktuelle Rocksongs, aber auch Klassiker zur Interpretation vor, die von einem jungen, großstädtischen Publikum begeistert aufgenommen wurden. Auch Emmylou Harris, die 1996 mit Wrecking Ball den Bruch mit der althergebrachten Spielweise des Country vollzog, arbeitete mit mehreren Vertretern des Alternative Country zusammen, so beispielsweise Steve Earle und Ryan Adams. 
Der Begriff Alternative Country wurde mit der Zeit unterschiedlich benutzt. So werden inzwischen damit häufig alle Musiker bezeichnet, die aus verschiedenen Gründen nicht in den Mainstream passen. Beispiele sind Dwight Yoakam oder auch Rodney Crowell, wobei Yoakam ausdrücklich darauf besteht, dass er reine Country-Musik spiele. Andere wie etwa Kelly Pardekooper, Mary Chapin Carpenter oder die Texanerin Terri Hendrix sind musikalisch gesehen zwar im Country verwurzelt, werden jedoch meist unter dem Genre-Begriff Songwriter geführt. Ähnliches gilt für einige Vorläufer des Anti-Folk wie z. B. Ani DiFranco oder Michelle Shocked, die musikalisch eher dem Folk als dem Country zuzurechnen sind. Weitere bekannte Interpreten sind Lambchop, Calexico, Azure Ray, 16 Horsepower, The Walkabouts, Wilco und Son Volt (die letztgenannten beiden Bands entstanden nach dem Zerbrechen von Uncle Tupelo).

## Denver Sound
Mitte der 1990er-Jahre entstand in Denver, Colorado eine Musikszene, die ausgehend von Country oftmals musikalische Grenzen überschreitet. „There's something absolutely bizarre going on musically in Colorado right now“ beschrieb Jello Biafra, Labelchef von Alternative Tentacles und ehemaliger Kopf der Punkband Dead Kennedys ein Phänomen, das sich nur schlecht einordnen ließe. Die Musik ist geprägt von düsterem Sarkasmus oder apokalyptischer Spiritualität (David Eugene Edwards). Vertreter des Denver Sound sind beispielsweise 16 Horsepower, Woven Hand oder Tarantella.